# K리그 G MOMENT AWARD
K리그 G MOMENT AWARD는 한국프로축구연맹이 K리그1에서 매달 승리 팀의 득점 중 가장 역동적인 골을 넣은 선수에게 수여하는 상이다. 게토레이에서 스폰서를 하고 있는 상이다.
2020년 7월에 신설된 상으로 2020년 5월달부터 선정을 시작하였다..

## 2020
| 월  | 이름   | 포지션 | 구단    | 비고 |
| --- | ------ | ------ | ------- | ---- |
| 5월 | 조재완 | FW     | 강원 FC |      |
| 6월 |        |        |         |      |

## 같이 보기
- K리그 이달의 선수상
- K리그 이달의 영플레이어상
- K리그 이달의 감독상
- K리그 이달의 퍼포먼스상
- K리그 최우수선수상
- K리그 득점상
- K리그 도움상
- K리그 영플레이어상
- K리그 베스트 11
- K리그 감독상
- K리그 개인 수상 기록
- K리그 구단 수상 기록